# Ambulyx cyclasticta
Ambulyx cyclasticta là một loài bướm đêm thuộc họ Sphingidae. Loài này có ở Thái Lan và Myanma.

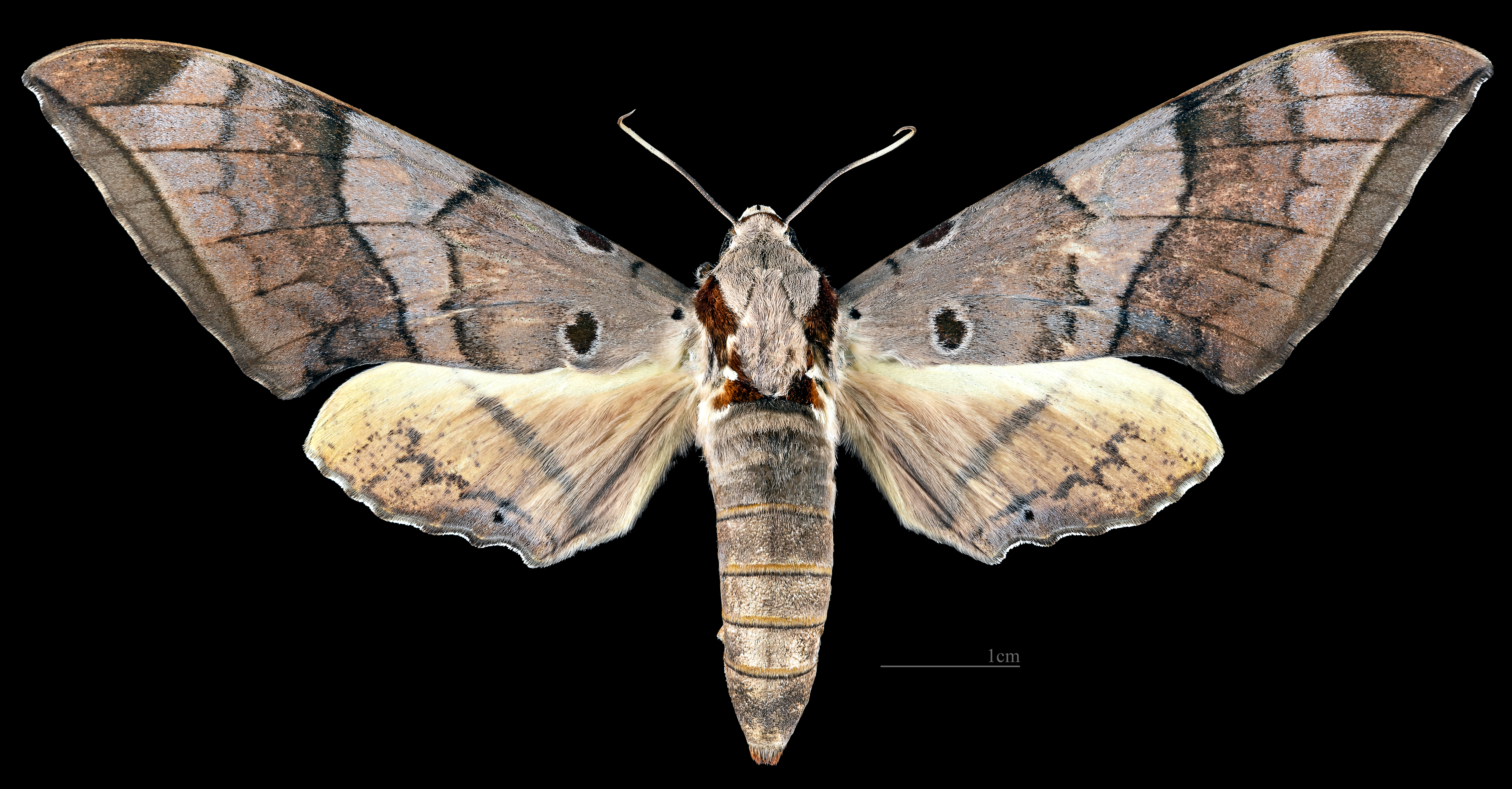
Ambulyx cyclasticta ♀
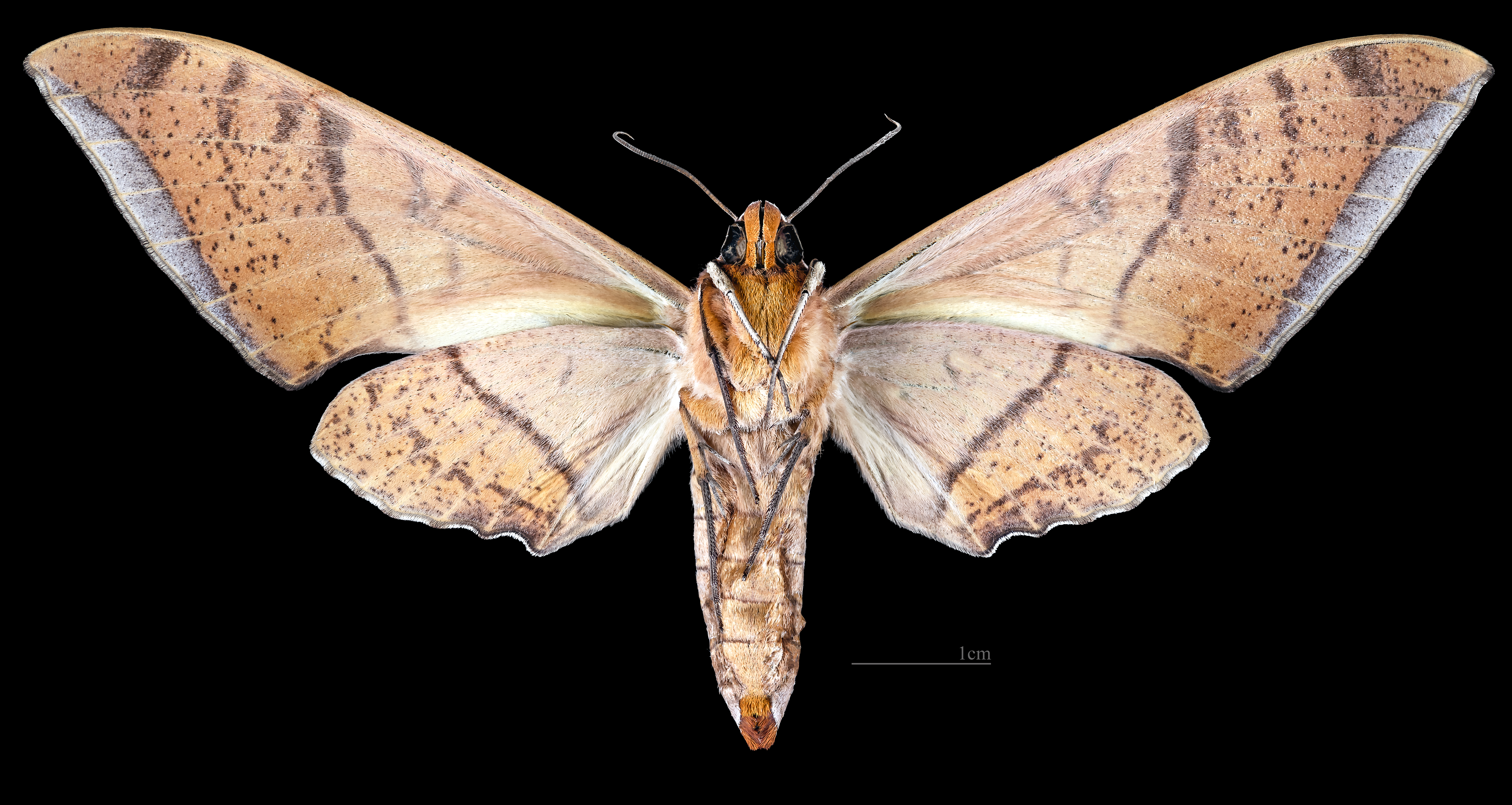
Ambulyx cyclasticta ♀ △